# 大井川
大井川（日语：／ Ōigawa */?）為日本的一條河流。流經静岡縣。總長度168公里，流域面積1,280平方公里。發源于靜岡縣間之岳，注入靜岡縣駿河灣。

## 流域自治體
靜岡縣
靜岡市葵區、榛原郡川根本町、島田市、藤枝市、燒津市、榛原郡吉田町

## 關連項目
- 東海道－駿河國・遠江國
- 中部電力・東京電力
- 大井川鐵道
- 寸又峽溫泉
- 日本秘境100選

## 外部連結
- 国土交通省静岡河川事務所 （页面存档备份，存于）